# 洛普德島
42°41′N 17°57′E / 42.683°N 17.950°E

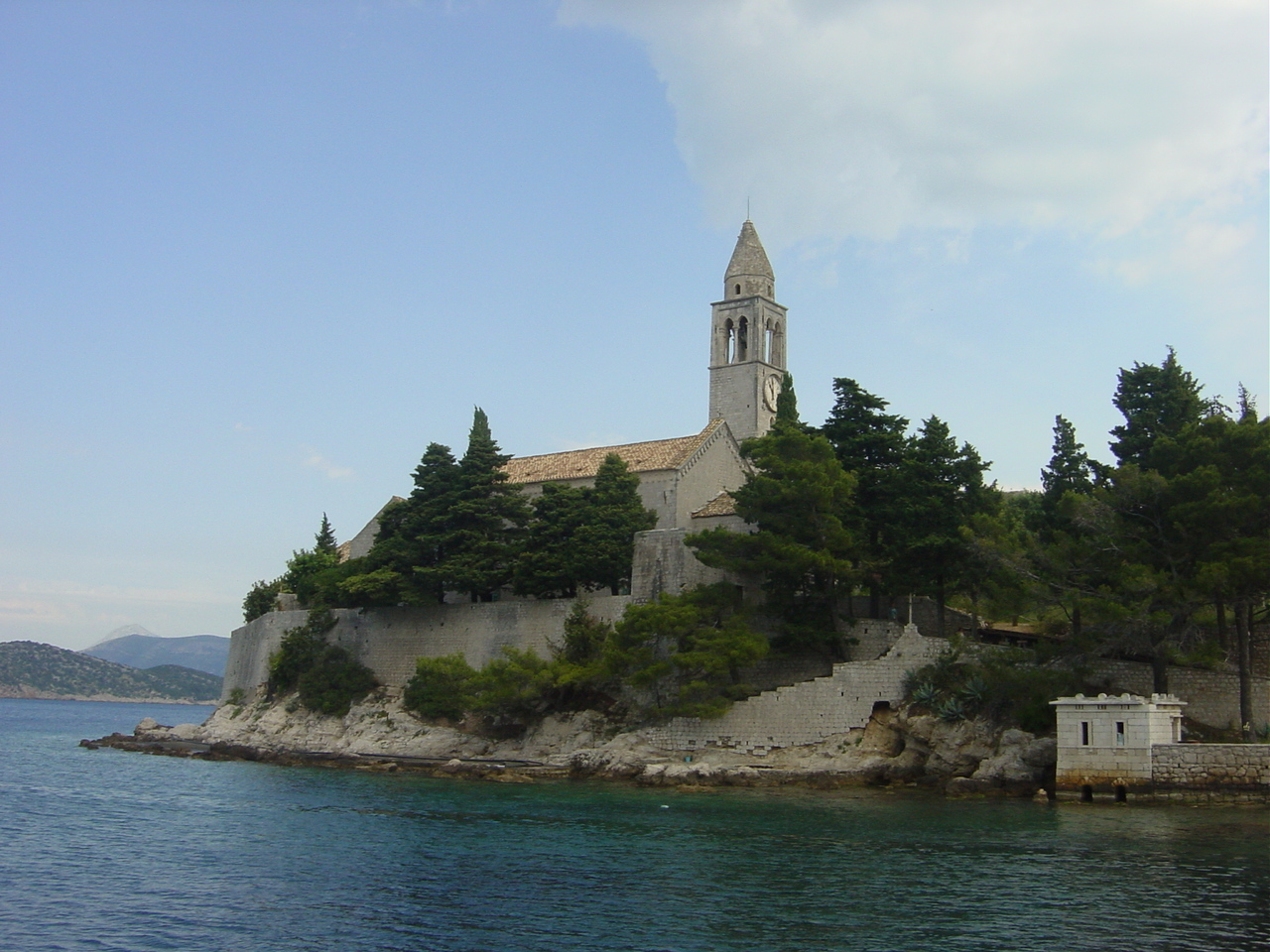

洛普德島是克羅地亞的島嶼，位於亞得里亞海，由杜布羅夫斯克-內雷特瓦縣負責管轄，面積4.63平方公里，海岸線長度11.5公里，最高點海拔高度216米，2001年人口220。

## 外部連結
- Lopud
- Island of Lopud info
- Elaphite Islands